# Francesco Barbagallo
Francesco Barbagallo (Salerno, 1945) è uno storico italiano.
Ordinario di Storia Contemporanea e direttore del Dipartimento di Discipline Storiche dell'Università di Napoli Federico II.
È direttore, dal 1983, della rivista Studi Storici (nata alla fine del 1959), trimestrale di storia, che dal 1999 è stampata e distribuita da Carocci editore di Roma.
Gli studi di Barbagallo si concentrano sulla storia contemporanea, storia d'Italia e in particolare del Mezzogiorno, specie dal Settecento a oggi, nelle sue varie dinamiche sociali, politiche, culturali. È attento studioso del fenomeno criminale nelle regioni meridionali, argomento cui ha dedicato diversi lavori e interventi, accademici e non.

## Opere
- Il Mattino degli Scarfoglio (1892-1928), Guanda, 1979
- Mezzogiorno e questione meridionale (1860-1980), Guida, 1980
- Stato, parlamento e lotte politico-sociali nel Mezzogiorno (1900-1914), Guida, 1980
- Francesco Saverio Nitti, UTET, 1984
- L'azione parallela. Storia e politica nell'Italia contemporanea, Liguori, 1990
- La formazione dell'Italia democratica, in Storia dell'Italia repubblicana, vol. I, Einaudi, 1994
- Da Crispi a Giolitti. Lo Stato, la politica, i conflitti sociali, in Storia d'Italia, vol. III, Laterza, 1995
- Napoli fine Novecento. Politici, camorristi, imprenditori, Einaudi, 1997
- Il potere della camorra (1973-1998), Einaudi, 1999
- Il Sud, Editori Riuniti, 2001
- Storia contemporanea. L'Ottocento e il Novecento, Carocci, 2002
- La modernità squilibrata del Mezzogiorno d'Italia, Einaudi, 2002
- Italia contemporanea. Storiografia e metodi di ricerca, Carocci, 2002
- Enrico Berlinguer, Carocci, 2007
- Storia contemporanea. Dal 1815 a oggi, Carocci, 2008
- Lavoro ed esodo nel sud, Guida, 2008
- Storia dell'Italia repubblicana, Carocci, 2009
- Storia della camorra, Laterza, 2010.
- L'Italia nel mondo contemporaneo. Sei lezioni di storia 1943-2018, Laterza, 2019